# Sabella pavonina
Sabella pavonina é uma espécie de anelídeo pertencente à família Sabellidae.
A autoridade científica da espécie é Savigny, tendo sido descrita no ano de 1822.
Trata-se de uma espécie presente no território português, incluindo a sua zona económica exclusiva.